# Inno Setup
 (septembre 2012).
Inno Setup est un logiciel libre permettant de créer des installateurs pour Windows. Ceux-ci peuvent comporter des scripts programmés en Pascal.

## Histoire
Jordan Russel n'était pas satisfait du logiciel InstallShield Express qu'il a reçu après l'achat de Borland Delphi, alors il a décidé de créer son propre installateur. Au début Inno Setup était peu connu.
Des fans d’Inno Setup ont développé ISTool et ScriptMaker pour faciliter la création des scripts.
Inno Setup a gagné plusieurs prix et cela inclut un Shareware Industry Awards trois fois de suite de 2002 à 2004.

## Fonctionnalités[3]
- Inno Setup supporte les systèmes d'exploitation : Windows 10, Windows 8, Windows 7, Windows Vista, Windows Server 2003, Windows XP (cela inclut les éditions x64), Windows 2000, Windows NT 4.0 et Windows 9x.
- Il supporte l'installation des applications 64 bits
- Création des installateurs personnalisés.
- Création des raccourcis sur le Bureau ou dans le Menu démarrer.
- Possibilité d'installer des polices.
- Créations des clés dans le registre (par exemple pour associer un type de fichier à un logiciel).
- Possibilité d'exécuter des scripts écrits en Pascal.
- Création des installateurs multilingues.
- Possibilité de chiffrer (avec un mot de passe) l'installateur.
- Code source disponible.
- Il supporte Unicode et les langues qui s'écrivent de droite à gauche.